# 王丕釐
王丕厘（1840年—1893年），清朝官員，号子藩，字甘仲。湖北新洲人。
少以诸生入问津书院就读。同治十二年（1873年）中举人，光绪六年（1880年）中式庚辰科二甲第41名进士；同年五月，改翰林院庶吉士。光緒九年四月，散館，授翰林院編修。光绪十四年（1888年）提督云南学政。
光绪十六年（1890年），因丁忧归里。后复职。光绪十九年（1893年），卒于任所。著有《救时厄言》、《仰坡集》、《知味斋》等。